# فرودگاه مقر
فرودگاه مقر (انگلیسی: Muqur Airport) یک فرودگاه عمومی در نزدیکی مقر، غزنی، افغانستان است.